# 율법과 복음
율법과 복음(Law and Gospel)은 개신교에서는 율법과 복음 즉 하나님의 법과 예수 그리스도의 복음의 관계에 대한 신학이며, 루터교와 개혁교회 신학의 핵심적 사상이다. 다른 기독교 교파들도 이 문제에 대한 다양한 견해를 가지고 있지만, 이 문제는 보통 루터교와 개혁교회 전통에서처럼 뜨겁게 논의되거나 엄격하게 규정되지는 않았다.
때로는 '율법과 은혜', '죄와 은혜', '성령과 서간', '자선·봉사의 사역(διακονíα, 디아코니아)', '성령/권능의 사역' 등의 제목 아래 이 문제가 논의되기도 한다.

## 루터의 시각
율법과 복음의 구별에 대한 구체적인 공식은 마르틴 루터(1483–1546)에 의해 기독교 교회의 주목을 받게 되었고, 복음주의 루터교 성서 주해의 토대로서 아우크스부르크 신앙고백(1531) 제4조에 규정되어 있다: "모든 성경은 이러한 것들로 나누어져야 한다. 율법과 복음이라는 두 가지 주요 주제 어떤 곳에서는 율법을 제시하고, 다른 곳에서는 그리스도에 관한 약속을 제시하는데, 즉 구약성서에서는 그리스도가 오셔서, 그를 위하여 죄의 경감, 명분, 생명이 영원할 것을 약속하거나, 신약성서 복음서에서는 그리스도 자신이 나타나신 이후, 죄의 사면을 약속한다. 죄와 명분과 생명이 영원하다는 것을." 일치 신조도 마찬가지로 5조에서 이러한 구별을 확인했는데, 여기서 "우리는 법과 복음의 구별은 매우 성실하게 교회에서 유지되어야 한다고 믿고 가르치고 고백한다."
마르틴 루터는 다음과 같이 썼다. "이러한 이유로, 누구든지 율법과 복음을 구별하는 이 기술을 잘 아는 사람은, 그가 가장 앞에 서서 그를 성경의 박사라고 부른다." 루터 정통 시대(1580–1713) 전반에 걸쳐, 루터 신학자들에게는 이 해석학적 규율이 근본적이고 중요한 것으로 여겨졌다.
이 같은 구분은 패트릭 해밀턴의 Patrick`s Places(1528년) 첫 논문에서였다.
루터교회의 초대(그리고 세 번째) 총회장이었던 칼 페르디난트 빌헬름 발터(1811–1887)는 1884–85년 컨콜디아 신학교에서 열린 저녁 강연에서 이 신학적 기술에 대한 관심과 관심을 새롭게 했다.

## 개혁주의
율법과 복음의 구별은 개혁주의 신학에서 표준적인 공식이지만, 최근 몇 년 동안 몇몇 사람들은 그것을 루터교 신학이라고 특징지었다. 자카리아스 우르시누스는 하이델베르크 교리문답에 대한 논평에서 율법과 복음을 "중요하고 일반적인 성경 나눔"으로 극명하게 구분했다. 루이스 벌코프는 율법과 복음을 "주님의 말씀의 은혜의 수단으로서의 두 부분"이라고 불렀다.
1536년 저서 '기독교 강요'에서 개혁가 장 칼뱅은 율법의 세 가지 용도를 구분했다. 칼뱅은 다음과 같이 썼다. "모든 문제를 분명히 하기 위해, '도덕법'이라고 불리는 것의 기능과 사용을 간단히 논해보자. 지금은 내가 이해하기로는 세 부분으로 구성되어 있다."
"그것은 신의 의를 보여준다... , 그것은 경고하고, 알려주고, 판결을 내리고, 마지막으로 모든 사람이 자신의 불의를 가지고 있다고 비난한다."(2.7.6).
그것은 "법상의 끔찍한 위협을 듣고 강요받지 않는 한, 어떤 것이 옳고 옳은 것인지에 대해 어떠한 주의에도 영향을 받지 않는 특정 인간을 구속하는 처벌의 두려움"(2.7.10) 기능을 한다.
"신자들을 훈계하고 잘 행하도록 촉구한다."(2.7.12-13)
이 주장은 첫째와 둘째가 전환되는 것을 제외하고는 일치 신조와 동일하다.
후기 개혁주의에서는 순서가 루터교도와 같다. 세 가지 용도를 다음과 같이 부른다.
usus politicus sive civilis : 정치적 또는 시민적 용도는 죄에 대한 구속이며 구원의 과업과는 거리가 있다. 그것은 신앙인뿐만 아니라 불신자들에게도 하느님의 일반적인 계시나 공통의 은혜의 일부분이다.
usus elenchticus sive paedagogicus : 죄와 맞서서 우리를 그리스도로 인도하는 중요한 교육적 방법.

usus didacticus sive normativus : 오직 신자들을 위한 교도의 용어로 의의의 길을 가르침
하이델베르크 교리문답은 율법의 세번째 용도를 설명하면서 십계명에 담긴 도덕법은 기독교인들에게 구속력이 있으며, 인류를 구원하는 데 나타난 하느님의 은혜에 감사하여 그리스도인이 하느님께 봉사하며 살아가는 법을 가르친다고 가르친다. 장 칼뱅은 이와같은 율법의 세번째 용도를 주된 용도로 여겼다.

## 루터교회와 개혁교회의 차이점
스콜라적 루터교와 개혁파 신학자들은 율법의 제3의 사용이 신자들을 위한 기능을 하는 방식에서 주로 달랐다. 개혁파는 구속받은 사람들이 선행을 할 것으로 기대되기 때문에 세 번째 용법(tertius usus legis)을 강조했다. 일부 루터교인들은 여기에서 행위의 의로움의 위험을 보았고, 궁극적인 규범이 되기보다는 제3의 용도가 신자를 항상 제2의 용도로, 그리고 다시 그리스도께로 돌려보내야 한다고 주장했다.
또한 어떤 사람들은 율법의 세 번째 용법이 루터에게서 전혀 발견되지 않고 필립 멜란히톤에게서 나왔다고 제안한다. 일부 루터교인들은 그 견해를 거부했지만 다른 사람들은 율법의 "제3의 사용"의 타당성에 대해 완전히 논쟁을 벌였다. 예를 들어, Paul Althaus는 율법과 복음에 관한 그의 논문에서 다음과 같이 씁니다. 하나님이 나에게 원하시는 날 하나님의 명령은 각 개인에게 특별한 특성을 가지고 있다: 그것은 항상 동시대적이고 항상 새롭습니다. 하나님은 다른 사람들에게 명령하시는 것과는 다른 방법으로 특정한 방식으로 나(및 각 사람)에게 명령합니다... . 현재 순간에 하나님께서 인간에게 요구하시는 것에 대한 지식의 살아 있고 영적인 특성은 규칙과 규정에 의해 파괴되어서는 안 됩니다." 그러한 신학자들은 제3의 사용이 일종의 율법주의로 이어지거나 조장한다고 믿고 있으며 아마도 이것이 오직 믿음에 대한 암시적 부정으로 보았다. 반대로, 개혁파 기독교인들은 때때로 일부 현대 루터교도들의 이러한 이중 사용 계획을 일종의 반율법주의로 이끄는 것으로 보았습니다.
어떤 사람들은 "루터에게는 율법의 교육학적 사용이 일차적이었고 칼빈에게는 이 세 번째 또는 교훈적 사용이 주된 것이라고 한다. 그러나 [역사적으로] 루터교와 개혁파 전통 모두 율법의 삼중적 개념화를 유지한다.

## 감리교회의 관점
존 웨슬리는 감리교 설교자들에게 율법과 복음을 강조하라고 충고했다
의심할 여지 없이 둘 다 그들의 자리에서 설교되어야 한다 예를 들어, 둘 다 한꺼번에 설교하거나 둘 다 설교되어야 한다. 모든 조건적 약속들은 이것의 예들이다. 그것들은 율법과 복음이 뒤섞여 있다. 이러한 모델에 따르면, 나는 모든 설교자들에게 복음의 정신으로 접목되고, 강화되고, 활기를 띠는 법칙을 설교할 것을 지속적으로 조언해야 한다고 생각한다. 나는 그들에게 이러한 설명을 알리고, 하나님의 모든 명령을 집행하라고 충고한다. 그러나 모든 설교에서 (그리고 더 명시적으로 좋을수록 좋음) 그리스도인에 대한 부싯돌과 같은 위대한 명령이 '주 예수 그리스도를 믿으라'고 선언하는 동안, 그리스도는 모든 것, 우리의 지혜, 의, 거룩함, 구원, 모든 생명, 사랑, 힘은 오직 하나님에게서 나온 것이며, 모든 것이 믿음으로 말미암아 우리에게 자유롭게 주어지는 것임을 선언하는 것이다. 그리고 율법이 이처럼 영혼을 계몽하고 튼튼하게 하고, 영양을 공급하고 가르친다는 것, 믿는 영혼의 길잡이, '음식, 약'라는 것을 알게 될 것이다.
방법론은 모세에게 주어진 십계명인 의례법과 도덕법을 구별한다. 감리교에서 도덕법은 "우주의 근본적 존재론적 원리"이며 "영원히 하나님의 손가락에 의해 인간의 마음에 깃들어 있다." 루터교회의 가르침과 대조적으로 감리교회는 율법과 복음을 심오한 의미에서 함께 가져온다. 은총과 그것을 통해 우리는 삶이 어떻게 살아가는지에 대한 좋은 소식을 발견한다."라고 감리교 전통의 아버지 존 웨슬리가 가르쳤다.
…율법과 복음 사이에는 전혀 모순이 없다; … 복음의 확립을 위해 율법이 사라질 필요는 없다. 사실 그들 둘 중 어느 것도 다른 것을 대체하지 않지만, 그들은 완전히 잘 일치한다. 예를 들어, 서로 다른 관점에서 고찰한 바로 그 같은 말들은 율법과 복음의 일부분이다. 만약 그것들이 계명으로 여겨진다면, 그것들은 율법의 일부분이다: 약속이라 할지라도, 복음의 일부분이다. 그러므로 계명으로 생각될 때 '하나님을 온 마음으로 사랑하라'는 것은 율법의 한 갈래로, 약속으로 간주될 때 복음의 본질적인 부분이다. 즉 약속으로 제안된 율법의 명령이다. 따라서 영혼의 빈곤, 마음의 순결, 그리고 하나님의 거룩한 율법에 결합되어 있는 그 어떤 것이든 복음적인 빛으로 볼 때, 그렇게 많은 위대하고 귀중한 약속과 다를 바 없다. 그러므로 율법과 복음 사이에는 가장 가까운 관계가 있다. 한편으로 법은 계속해서 우리에게 복음을 위해 길을 열어주고, 다른 한편으로 복음은 계속해서 우리를 더욱 정확하게 법을 이행하도록 이끈다. 우리는 아직 성서에 있는 모든 명령이 단지 가려진 약속일 뿐이라는 것을 더 관찰할 수 있을 것이다. (Sermon 25, "Sermon on the Mount, V," II, 2, 3)

## 율법에서 복음으로
전통적으로 신학자들은 율법에서 시작하여 복음으로 나간다고 주장한다. 하지만 카를 바르트와 같은 신정통주의 신학자들은 은총과 사랑을 강조하면서 복음을 먼저 강조하고 율법을 말한다. 이것은 어거스틴과 종교개혁가들이 보는 순서를 완전히 변경시킨 신학적 활동이다.

## 같이 보기
- 마르틴 루터
- 마르틴 루터의 신학
- 율법
- 복음